# 尼亚木扎布·巴特巴亚尔
尼亚木扎布·巴特巴亚尔（1960年4月1日—）蒙古族，蒙古乌兰巴托人，蒙古国政治人物、企业家。

## 生平
巴特巴亚尔1960年4月1日生于乌兰巴托。1983年自莫斯科大学及莫斯科经济及统计高等学校（Moscow Higher School of Economics and Statistics）毕业，成为统计师。1988年至1992年，被任命为Kompleximport Association副主任。1990年，作为蒙古民族进步党（Mongolian National Progress Party，简称MNPP）候选人，在乌兰巴托第43选区当选为大人民呼拉尔代表。1991年11月，成为大人民呼拉尔副主席。作为蒙古民族进步党主席团成员，在1992年10月蒙古民族民主党创建时，巴特巴亚尔成为蒙古民族民主党总理事会成员，并一直任该职务直到1999年底。
1992年至1999年，巴特巴亚尔担任Fortuna集团以及Mongol Tülkhüür公司总裁。1999年2月起，直到2000年政府更迭，巴特巴亚尔担任政府办公厅（Government Affairs Directorate）主任。在2000年国家大呼拉尔选举中，作为蒙古民族进步党候选人，巴特巴亚尔在后杭爱省第2选区失利。在2004年国家大呼拉尔选举中，他作为“祖国－民主联盟”候选人在后杭爱省第2选区赢得选举。2004年9月至2006年1月，担任蒙古国建筑和城市建设部部长。在2008年国家大呼拉尔选举，他作为民主党（DP）的候选人在新设的拥有三个席位的后杭爱省第1选区获胜。